# István Kovács (dyplomata)
István Kovács (ur. 19 sierpnia 1945 w Budapeszcie) – węgierski dyplomata, historyk, pisarz, poeta i tłumacz literatury polskiej. W latach 1994–1995 i 1999-2003 konsul generalny Węgier w Krakowie.

## Życiorys
Absolwent historii i polonistyki na Wydziale Humanistyki Uniwersytetu im. L. Eötvösa (1968). W latach 1972–1981 pracował w zespole badawczym literatur wschodnioeuropejskich Węgierskiej Akademii Nauk (MTA). W latach 1981–1990 wykładał w Katedrze Filologii Polskiej ELTE.
W latach 1990–1994 był radcą ds. kultury ambasady Węgier w Warszawie, a następnie konsulem generalnym Republiki Węgierskiej w Krakowie w latach 1994–1995 oraz 1999–2003. W ciągu 5 lat pracy w Krakowie doprowadził do odsłonięcia ponad 20 rozmaitych pomników węgierskich, tablic pamiątkowych, do nawiązania licznych kontaktów partnerskich, a także wystąpił z ponad stoma wykładami na temat węgiersko-polskich stosunków historycznych.
Wieloletni wykładowca na Uniwersytecie Loranda Eotvosa w Budapeszcie. W roku 1995 kierował założoną przez siebie Katedrą Polonistyki na Uniwersytecie Petera Pazmaniya w Piliscsabie. W latach 2004–2011 był współpracownikiem naukowym Instytutu Historii Węgierskiej Akademii Nauk, dla którego przygotował wydany w 2007 r. Leksykon legionu polskiego 1848-1849, zawierający kilka tysięcy biogramów. Za tę pracę otrzymał nagrodę Węgierskiej Akademii Nauk.
Tłumaczył na język węgierski dzieła takich pisarzy jak: Marian Brandys, Melchior Wańkowicz, Ryszard Kapuściński, Jarosław Iwaszkiewicz, Edward Stachura, Stanisław Komornicki oraz wielu innych polskich poetów. Przełożył także utwory kilku poetów i prozaików niemieckich, m.in. Georga Büchnera.
Był pomysłodawcą postawienia kopijników na grobach bohaterów powstańczych zasłużonych dla narodu węgierskiego, m.in. w  Zwierzyńcu i Jarosławiu, za co przyznano mu tytuł Honorowego Obywatela tych miast. Posiada także honorowe obywatelstwo Gorlic i Lubaczowa. Jako pierwszy Węgier został honorowym obywatelem Krakowa. Jest członkiem Rady Programowej WFK „Akcent”.
Obecnie dr István Kovács jest pracownikiem Instytutu Historii Węgierskiej Akademii Nauk w Budapeszcie.
Jego córką jest obecna ambasador Węgier w Polsce Orsolya Zsuzsanna Kovács.

## Odznaczenia
- Krzyż Oficerski Orderu Odrodzenia Polski (1999)
- Krzyż Kawalerski Orderu Zasługi RP (2009)
- Odznaką Honorowa „Bene Merito”(2011)
- Krzyż Oficerski Orderu Zasługi Republiki Węgierskiej (1994)
- Krzyż Komandorski Orderu Zasługi Republiki Węgierskiej (2012)
- Medal „Opiekun Miejsc Pamięci Narodowej”[1][4]
- Honorowy Obywatel Stołecznego Królewskiego Miasta Krakowa (2003)

## Dorobek literacki
- Księżyc Twojej nieobecności (tom wierszy z 1991 r.)
- Polacy w węgierskiej Wiośnie Ludów 1848-1849 (monografia historyczna z 1999 r. nagrodzona Nagrodą im. Wacława Felczaka i Henryka Wereszyckiego)
- Józef Bem – bohater wiecznych nadziei (2002)
- Lustro dzieciństwa (2002)
- Okruchy przestrzeni (tom wierszy z 2003)
- Anatomia przyjaźni czyli dzieje wspólne polsko-wegierskie. Tom 1: Od początków do końca XVI wieku, Instytut Współpracy Polsko-Węgierskiej im. Wacława Felczaka, Warszawa 2022. ISBN 978-83-958155-4-6.